# Tom Franz

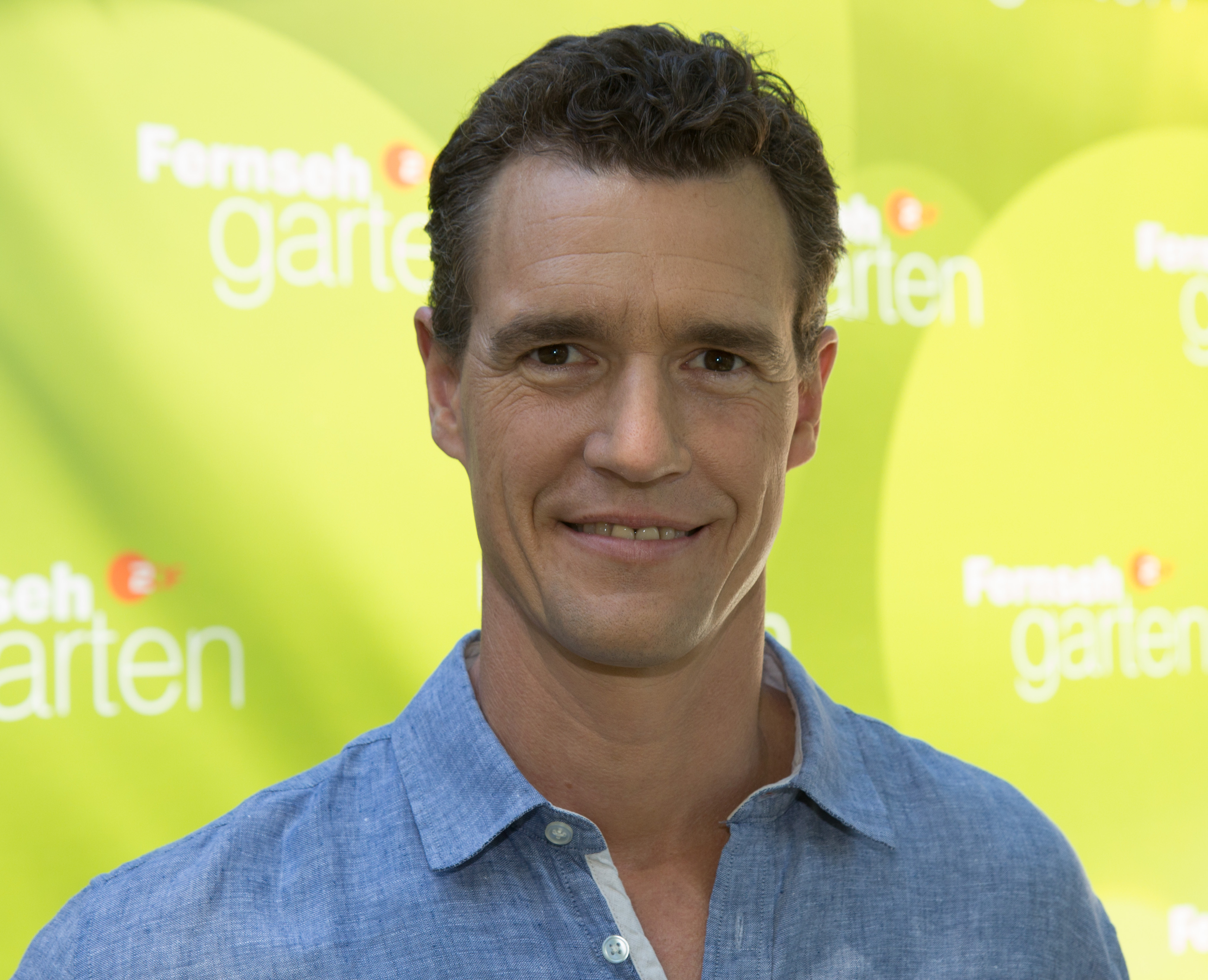
Tom Franz, 2018

Thomas „Tom“ Franz (* 10. Mai 1973 in Köln) ist ein deutscher Rechtsanwalt und Fernsehkoch. 2013 gewann er den Fernseh-Kochwettbewerb der israelischen Ausgabe von MasterChef und wurde dadurch international bekannt. Dieser Erfolg machte ihn zu einem „kulinarischen Botschafter“ und „Brückenbauer“ zwischen Israel und Deutschland.

## Leben
Thomas Franz ist der ältere Sohn von Manfred und Karin Franz, er ist in Erftstadt bei Köln aufgewachsen. Seit seiner Begegnung mit israelischen Schülern an seiner Schule 1989 im Rahmen eines Schüleraustauschs fühlt sich Franz zum Judentum hingezogen: „Die Mentalität hat mich angezogen: Die waren fröhlicher als wir und haben getanzt.“ „Da waren Freude und ein Gefühl der Zugehörigkeit, die ich in meinem Leben vermisste.“ Nach dem Abitur machte er eine Lehre zum Bankkaufmann bei einer Kölner Privatbank. Seinen Zivildienst leistete er mittels Aktion Sühnezeichen in Israel, wo er achtzehn Monate lang in einem Krankenhaus und einem Altersheim für Holocaust-Überlebende arbeitete. 
Danach kehrte er nach Deutschland zurück, studierte Rechtswissenschaft und legte das zweite Staatsexamen in Jura ab. Anschließend arbeitete er ein Jahr lang als Anwalt für Versicherungs- und Handelsrecht in der internationalen Wirtschaftskanzlei CMS Hasche Sigle in Köln.
Im Jahr 2004 wanderte er nach Israel aus. Als katholisch getaufter Anwärter bereitete er sich zweieinhalb Jahre lang auf seine Konversion zum Judentum vor, was auch eine fehlende Arbeitsgenehmigung und eine Beschneidung mit einschloss. Eine entscheidende Erfahrung machte er dabei durch das regelmäßige Gebet an der Westmauer: Sie "wurde für mich zu einer örtlichen Verdichtung göttlicher Anwesenheit auf dieser Welt." 2007 wurde er nach eingehender Prüfung im Judentum aufgenommen.
Kurz darauf lernte er seine israelische Frau Dana Harari (* 1977) kennen. Sie stammt aus einer Familie von Holocaust-Überlebenden aus Lwiw (Lemberg). Seit 2003 arbeitet sie als PR-Beraterin für Meisterköche und Restaurants. 2010 heiratete sie Tom Franz nach jüdischem Ritus.

### MasterChef
Dana Franz konnte ihn nach vielen Versuchen schließlich davon überzeugen, bei der israelischen Version des Fernseh-Kochwettbewerbs MasterChef teilzunehmen. Die Kochsendung MasterChef wurde in England kreiert und wird in mittlerweile 50 Ländern produziert (Stand: 2016). Diese Kochschau ist in Israel die beliebteste Fernsehsendung geworden. In einem langen Ausscheidungsverfahren treten die Teilnehmer mit ihren Gerichten als Konkurrenten nach dem K.-o.-System gegeneinander an, bis nach dem Urteil einer Jury nur noch ein Kandidat übrigbleibt. Franz bereitete sich gründlich auf das Auswahlverfahren vor, indem er Koch- und Lehrbücher studierte sowie eigene Gerichte entwickelte. Dazu kaufte er sich die besten Bücher, die er finden konnte, las darin zwei bis drei Stunden täglich und verbrachte eine Stunde am Tag in der Küche. 6000 Bewerber meldeten sich bei dem Schaukochen an und nur etwa hundert Teilnehmer wurden zu den Aufnahmen zugelassen. Die Jurymitglieder lobten neben dem Geschmack und dem Aussehen seiner Gerichte auch die Genauigkeit und Sorgfalt, mit der er diese kochte. „Er ist auf eine Weise genau wie es nur ein Deutscher sein kann.“
Nach vier Monaten bei zwei Sendungen pro Woche zur besten Sendezeit konnte er im Januar 2013 den Wettbewerb der dritten Staffel der israelischen Kochsendung MasterChef mit 200.000 Schekel (rund 40.000 Euro) für sich gewinnen. Im Finale erreichte die Sendereihe den Rekordwert von 52,3 % an Zuschauern, was die bisher zweithöchste Einschaltquote in der israelischen Fernsehgeschichte überhaupt ist. Franz wurde zu einer bekannten und beliebten Persönlichkeit in Israel. „Die Leute lieben ihn. Egal wo er auftaucht, sie wollen ihn anfassen und kennenlernen.“ „Plötzlich ist Deutsch etwas Gutes, und das ist bei der Geschichte unserer beiden Völker wirklich etwas Besonderes“, so Dana Franz über ihren Mann.

### Projekte
Ein wichtiges Lebensziel von Franz ist es, die Qualität der koscheren Küche auf das Niveau der Haute Cuisine zu heben. Gleichwohl lebt auch in Israel nur eine Minderheit der gläubigen Menschen koscher. „Für Durchschnittsisraelis ist koscheres Essen schnöde Hausmannskost“, meint Michal Anski, eine der Jurorinnen bei MasterChef. Um das zu ändern, möchte er die deutschen Gerichte mit der mediterranen Küche Israels verbinden. Beispiele dafür sind der rheinische Reibekuchen mit Apfel- und Birnenmus und einem Sirup aus eingekochter Roter Bete, ein häufig verwendetes Gemüse in der israelischen Küche, oder ein israelisch-rheinischer Sauerbraten mit getrockneten Feigen und Pilaw.
Gegenwärtig kocht Franz im Fernsehen und für Zeitschriften, außerdem nimmt er Einladungen zu Veranstaltungen wahr. Pläne für ein kulinarisch gehobenes Restaurant oder für eine innovative Imbisskette hat er wegen seiner kleinen Kinder vertagt.

### Privatleben
Tom Franz hat einen jüngeren Bruder, der in Köln lebt. Mit seiner israelischen Frau hat er zwei Söhne und eine Tochter, ein viertes Kind kam 2018 hinzu. 2004 wandert er nach Israel aus und konvertiert nach langer Vorbereitung zum Judentum. Die Familie wohnt im Tel Aviver Vorort Raʿanana. Aus Liebe zu ihm begann seine Frau, sich mit religiöser Tracht zu bekleiden (Kopftuch, knielange Röcke, armlange Oberbekleidung, schwarze Schuhe). Um weiterhin Sport betreiben zu können, entwirft sie Sportbekleidung für sich und andere orthodoxe Frauen. Tom Franz betet drei Mal täglich und geht am Schabbat in die Synagoge. „Besonderen Spaß“ am Schabbat machen ihm die kulinarischen Vorbereitungen.  Neben dem Kochen verbringt Franz seine Freizeit mit Fotografieren. Er spricht fließend Hebräisch und Englisch.

## Publikationen
- mit Regina Carstensen: Sehnsucht Israel. Mein Leben zwischen Kippa, Küche und Koriander. Gütersloher Verlagshaus, Gütersloh 2018, gebunden, ISBN 978-3-579-08680-4, Auszug, (PDF).
- Israel kocht vegetarisch. Die schönsten Rezepte aus meiner neuen Heimat. AT Verlag, Aarau 2017, gebunden, ISBN 978-3-03800-957-3, Auszug.
- So schmeckt Israel. Meine Lieblingsrezepte aus der israelischen Küche, gewürzt mit einer Prise Heimat. AT Verlag, Aarau 2013, gebunden, ISBN 978-3-03800-781-4 Leseprobe, (PDF; 5,4 MB).

## Filme (Auswahl)
- Ein Star in Israel – „Masterchef“ Tom Franz. Gespräch mit Video-Einspielungen, Deutschland, 2018, 10:34 Min., Moderation: Uwe Madel, Produktion: rbb, Reihe: zibb, Erstsendung: 15. Mai 2018 bei rbb Fernsehen, Inhaltsangabe von rbb, (Memento vom 3. Juli 2018 im Internet Archive).
- So isst Israel. Dokumentarfilm-Reihe in fünf Teilen zu jeweils ca. 26 Min. und in drei Teilen zu jeweils ca. 44 Min., Deutschland, Israel, 2015, Buch und Regie: Mica Stobwasser und Louis Saul, Produktion: megaherz, SWR, BR, arte, Erstsendungen: 19. – 23. Oktober 2015 bei arte, Inhaltsangabe der Reihe von der Israelischen Botschaft in Berlin und Inhalte aller Folgen von fernsehserien.de. 
 Zusammenschnitt: The Taste of Israel. Eine kulinarische Abenteuerreise durch Israel. Dokumentarfilm, Deutschland, Israel, 2015, 90 Min., Buch und Regie: Mica Stobwasser und Louis Saul, Produktion: megaherz, Erstsendung: 22. September 2017 bei ARD-alpha, Inhaltsangabe von BR.
- Der kölsche Jude. Koscher kochen am Rhein. Fernseh-Reportage, Deutschland, 2015, 14:04 Min., Buch und Regie: Stefan Quante, Produktion: WDR, Reihe: Hier und Heute, Erstsendung: 1. Juli 2015 beim WDR, Inhaltsangabe von WDR, (Memento vom 22. Februar 2016 im Webarchiv archive.today).
- Ein Deutscher wird Starkoch in Israel. Gespräch mit Fernseh-Reportagen, Deutschland, 2015, 58:23 Min., Moderation: Jo Hiller, Produktion: WDR, Reihe: Planet Wissen, Erstsendung: 10. Januar 2014 bei WDR Fernsehen, Inhaltsangabe von Planet Wissen, (Memento vom 12. November 2016 im Internet Archive), mit online-Video.
- Nachtlinie. Unterwegs mit Tom Franz. Gespräch, Deutschland, 2014, 29 Min., Moderation: Andreas Bönte, Produktion: Bayerischer Rundfunk, Reihe: Nachtlinie, Erstsendung: 7. April 2014 beim Bayerischen Fernsehen, Inhaltsangabe von ARD. Tom Franz erzählt ausführlich über seine Hinwendung zur jüdischen Kultur und Religion.